# Ottavia Cestonaro
Ottavia Cestonaro (ur. 12 stycznia 1995 w Vicenzy) – włoska lekkoatletka specjalizująca się w skoku w dal i trójskoku.
Złota medalistka konkursu trójskoku podczas juniorskich mistrzostw Europy z Rieti (2013). Stawała na podium mistrzostw Włoch.

## Osiągnięcia
| Rok  | Impreza                                 | Miejsce   | Konkurencja | Lokata            | Wynik |
| ---- | --------------------------------------- | --------- | ----------- | ----------------- | ----- |
| 2011 | Mistrzostwa świata juniorów młodszych   | Lille     | skok w dal  | 7. miejsce        | 5,93  |
| 2011 | Mistrzostwa świata juniorów młodszych   | Lille     | trójskok    | el. – 15. miejsce | 5,93  |
| 2011 | Olimpijski festiwal młodzieży Europy    | Trabzon   | trójskok    | 4. miejsce        | 12,82 |
| 2012 | Mistrzostwa świata juniorów             | Barcelona | trójskok    | 8. miejsce        | 13,29 |
| 2013 | Mistrzostwa Europy juniorów             | Rieti     | skok w dal  | 8. miejsce        | 6,07  |
| 2013 | Mistrzostwa Europy juniorów             | Rieti     | trójskok    | 1. miejsce        | 13,41 |
| 2014 | Mistrzostwa świata juniorów             | Eugene    | trójskok    | 11. miejsce       | 13,03 |
| 2015 | Młodzieżowe mistrzostwa Europy          | Tallinn   | skok w dal  | el. – 17. miejsce | 6,04  |
| 2015 | Młodzieżowe mistrzostwa Europy          | Tallinn   | trójskok    | 7. miejsce        | 13,34 |
| 2017 | Młodzieżowe mistrzostwa Europy          | Bydgoszcz | skok w dal  | 10. miejsce       | 6,22  |
| 2017 | Młodzieżowe mistrzostwa Europy          | Bydgoszcz | trójskok    | 6. miejsce        | 13,54 |
| 2017 | Uniwersjada                             | Tajpej    | trójskok    | 4. miejsce        | 13,51 |
| 2018 | Igrzyska śródziemnomorskie              | Tarragona | trójskok    | 2. miejsce        | 13,39 |
| 2018 | Mistrzostwa Europy                      | Berlin    | trójskok    | el. –             | NM    |
| 2019 | Uniwersjada                             | Neapol    | trójskok    | 9. miejsce        | 13,32 |
| 2019 | Superliga drużynowych mistrzostw Europy | Bydgoszcz | trójskok    | 3. miejsce        | 14,18 |
| 2019 | Mistrzostwa świata                      | Doha      | trójskok    | el. – 17. miejsce | 13,97 |
| 2019 | Światowe wojskowe igrzyska sportowe     | Wuhan     | trójskok    | 2. miejsce        | 13,78 |
| 2021 | Halowe mistrzostwa Europy               | Toruń     | trójskok    | el. – 9. miejsce  | 13,90 |
| 2022 | Mistrzostwa świata                      | Eugene    | trójskok    | el. – 22. miejsce | 13,63 |
| 2022 | Mistrzostwa Europy                      | Monachium | trójskok    | 10. miejsce       | 13,48 |
| 2023 | Halowe mistrzostwa Europy               | Stambuł   | trójskok    | 4. miejsce        | 14,08 |
| 2023 | I dywizja drużynowych mistrzostw Europy | Chorzów   | trójskok    | 2. miejsce        | 14,09 |
| 2023 | Mistrzostwa świata                      | Budapeszt | trójskok    | 10. miejsce       | 14,05 |
| 2024 | Igrzyska olimpijskie                    | Paryż     | trójskok    | el. – 26. miejsce | 13,63 |

## Rekordy życiowe
- Skok w dal (stadion) – 6,46 (2022) / 6,57w (2016)
- Skok w dal (hala) – 6,36 (2023)
- Trójskok (stadion) – 14,22 (2022) / 14,26w (2022)
- Trójskok (hala) – 14,11 (2023)